# Fakulteta za družbene vede v Ljubljani
Fakulteta za družbene vede Univerze v Ljubljani (s kratico UL FDV) je članica Univerze v Ljubljani.  

## Zgodovina
Ustanovljena je bila leta 1961 kot Visoka šola za politične vede (VŠPV), kasneje Visoka šola za sociologijo, politične vede in novinarstvo (VŠSPN, 1968). Leta 1970 se je, z vključitvijo v Univerzo v Ljubljani, preimenovala v Fakulteto za sociologijo, politične vede in novinarstvo (FSPN), leta 1991 pa je z reorganizacijo (razdelitev na oddelke) dobila današnje ime.
V 60 letih obstoja fakultete je na njej diplomiralo 13.909 družboslovcev, 50 jih specializiralo, 3.073 magistriralo (od tega 1.534 znanstveni magisterij), 490 pa doktoriralo.

## Zaposleni
Na fakulteti je bilo na dan 31. december 2022 zaposlenih 302 oseb, od tega 112,5 visokošolskih učiteljev in visokošolskih sodelavcev, 99 znanstvenih sodelavcev in raziskovalcev ter 90,5 strokovnih, administrativnih in tehničnih delavcev.

## Organiziranost

### Vodstvo
- dekan: Iztok Prezelj

- prodekanja za študijske zadeve: Katja Lozar Manfreda

- prodekanja za znanstvenoraziskovalno področje: Andreja Jaklič

- prodekan za razvoj, kakovost in mednarodno sodelovanje: Samo Uhan

### Upravni odbor
- Hajdeja Iglič
- Aleksandra Kanjuo Mrčela
- Aleš Črnič
- Breda Luthar
- Igor Lukšič
- Vladimir Prebilič
- Mirjam Kotar
- Domen Žalac, študent

### Akademski zbor
- predsednik: Mitja Hafner Fink

### Študentski svet
- predsednik: Jan Vajgl, študent

## Oddelki in katedre

### Oddelek za komunikologijo
- Katedra za medijske in komunikacijske študije

- Katedra za novinarstvo

- Katedra za tržno komuniciranje in odnose z javnostmi

### Oddelek za kulturologijo
- Katedra za kulturologijo

### Oddelek za politologijo
- Katedra za teoretsko analitsko politologijo

- Katedra za analizo politik in javno upravo

- Katedra za mednarodne odnose

- Katedra za obramboslovje

Leta 1975 je bil uveden študij (in katedra) splošne ljudske obrambe in družbene samozaščite. Soustanovil ga je Anton Bebler.

### Oddelek za sociologijo
- Katedra za analitsko sociologijo

- Katedra za razvoj in menedžment organizacij in človeških virov

- Katedra za družboslovno informatiko in metodologijo

## Organizacijske enote FDV
- Osrednja družboslovna knjižnica Jožeta Goričarja (ODKJG)
- Založba FDV
- Inštitut za družbene vede